# Baby (песня Брэнди)
«Baby» — песня американской соул-исполнительницы Брэнди из её дебютного студийного альбома Brandy (1994). Авторами песни являются Кит Крауч, Кипер Джонс и Рахсан Паттерсон, а продюсером — первый из них. Выпущенный в качестве второго сингла альбома 24 декабря 1994 года в США, он достиг четвёртого места в Billboard Hot 100 и провёл четыре недели на вершине соул-чарта Billboard Hot R&B Singles. Она также достигла четвёртого места в Новой Зеландии, 16-го места в Австралии и 68-го места в Канаде. В 1995 году в США сингл был продан тиражом 1 000 000 копий.
Музыкальный клип был снят американским режиссёром Хайпом Уильямсом. Он был снят в центре Таймс-сквер в Нью-Йорке в декабре 1994 года и изображает Норвуд и её компанию, танцующих в лыжных нарядах. Встреченная в целом положительными отзывами современных критиков, песня «Baby» была номинирована на премию «Грэмми» в категории «Лучшее женское R&B-вокальное исполнение» на церемонии 1996 года.

## Отзывы
Ларри Флик из Billboard считает, что «Baby» продолжает позиционировать Брэнди как «поп/городскую гениальность с харизмой в придачу». В целом, по его мнению, радиопрограммисты подхватят эту песню «в течение нескольких секунд», а также дети, которые вскоре начнут «бесконечно напевать припев». Стив Балтин из Cashbox отметил: «Будьте осторожны, не поскользнитесь на этой песне, она скользкая, как ледник. За горловым вокалом подростка-сенсации скрывается чрезвычайно хорошо проработанный медленный грув. Хотя прежний уровень успеха маловероятен, в будущем эту мелодию ждёт много эфиров». Дэйв Шолин из Gavin Report написал: «Такими темпами у Бренди выйдет альбом Greatest Hits ещё до того, как ей исполнится 18! Некоторые песни требуют, чтобы их много играли, и это прекрасный пример». Паневропейский журнал Music & Media назвал Брэнди самой молодой «новой джил-свингершей» Америки. Они добавили, что «более высокого фактора „baby, babe“ не было слышно со времён Эми Грант». Ральф Ти из Music Week RM Dance Update сказал: «В практически идентичном темпе треку, возможно, не хватает того производственного фактора, который вознёс его предшественника в чарты, но его джазовый гитарный проигрыш и заразительный припев, дополненный впечатляющим вокалом и большим количеством танцевальной привлекательности, должны привести его к успеху».

## Музыкальное видео
Сопровождающий клип на песню «Baby» был снят режиссёром Хайпом Уильямсом на Таймс-сквер в Нью-Йорке в декабре 1994 года. Хореографией занималась Фатима Робинсон. В клипе Норвуд и её компания танцуют в «The Great White Way» на Манхэттене в лыжных костюмах. Норвуд одета в большой белый жакет и тонкие белые леггинсы, дополненные белой шляпой и чёрными тенями. Танцоры второго плана тоже одеты в белое. В следующих кадрах Норвуд одета в розовое в розовой комнате, а поёт в микрофон в тусклой цветной комнате. Позже она танцует с людьми в той же комнате, а остальная часть видео содержит аналогичные фрагменты.
Норвуд прокомментировала съёмки так: «Все эти люди проходили мимо и спрашивали: „Что это за девушка на сцене посреди Таймс-сквер?“. Я отлично провела время, снимая видео. Я чувствовала, как начинаю раскрываться, выходить из своей раковины и находить себя как молодая артистка». На церемонии MTV Video Music Awards 1995 года Фатима Робинсон была номинирована за лучшую хореографию, но уступила ЛаВелле Смит-младшей, Тине Лэндон, Трэвису Пейну и Шону Чизману за их работу над клипом на дуэт Майкла и Джанет Джексон «Scream» (1995).

## Список треков
| №  | Название                                                                                      | Автор(ы)                                                     | Продюсеры          | Длительность |
| -- | --------------------------------------------------------------------------------------------- | ------------------------------------------------------------ | ------------------ | ------------ |
| 1. | «Baby» (радиоверсия)                                                                          | Keith Crouch Kipper Jones Robert Jones Rahsaan Patterson     | Crouch             | 4:19         |
| 2. | «Baby» (All Star Party mix)                                                                   | Crouch Jones Jones Patterson                                 | Crouch Allstar [a] | 5:37         |
| 3. | «Baby» (LP version)                                                                           | Crouch Jones Jones Patterson                                 | Crouch             | 5:12         |
| 4. | «I Wanna Be Down» (The Human Rhythm Hip Hop remix при участии MC Lyte, Queen Latifah и Yo-Yo) | Crouch Jones Lana Michele Moorer Dana Owens Yolanda Whitaker | Crouch             | 4:15         |

- ↑  дополнительный продюсер

## Чарты

### Еженедельные чарты
| Чарт (1995)                                | Высшая позиция |
| ------------------------------------------ | -------------- |
| Австралия (ARIA)                           | 16             |
| Канада (RPM Top Singles)                   | 68             |
| Канада (RPM Dance/Urban)                   | 4              |
| Канада Retail Singles (The Record)         | 15             |
| Канада Contemporary Hit Radio (The Record) | 40             |
| Новая Зеландия (Recorded Music NZ)         | 4              |
| Великобритания UK Singles (OCC)            | 174            |
| Великобритания (UK Dance Chart)            | 37             |
| Великобритания (UK R&B Chart)              | 26             |
| США (Billboard Hot 100)                    | 4              |
| 1                                          |                |
| США (Billboard Hot R&B/Hip-Hop Songs)      | 1              |
| США (Billboard Mainstream Top 40)          | 38             |
| США (Billboard Rhythmic)                   | 4              |

## Сертификации
| Регион                                                      | Сертификация | Продажи    |
| ----------------------------------------------------------- | ------------ | ---------- |
| США (RIAA)                                                  | Платиновый   | 1 000 000^ |
| ^ Данные о тиражах приведены только на основе сертификации. |              |            |